# Christian Dorst
Christian Dorst (* 1970 in Berlin) ist ein deutscher Politiker (BSW). Er ist seit 2024 Abgeordneter im Landtag Brandenburg.

## Leben und Beruf
Christian Dorst lebt in Königs-Wusterhausen und hat ein Bauunternehmen.

## Politik
Dorst war bis 2024 für das Wahlbündnis „Wir für KW“ im Stadtrat von Königs-Wusterhausen. Bei der Kommunalwahl 2024 wurde Dorst für das BSW-nahe Wahlbündnis „Bündnis KW für Vernunft und Gerechtigkeit“ in den Stadtrat gewählt. Dorst war Initiator des offenen Briefes an die Bundesregierung vom Oktober 2022, in dem die Stadträte von Königs-Wusterhausen angeblich „völlig entfesselte Sanktionsmaßnahmen“ gegen Russland geißelten. Die Bundesregierung solle „alles unterlassen, was diesen Krieg verlängert“, hieß es in dem Brief an Bundeskanzler Olaf Scholz. Dieser Brief führte jedoch auch zu starkem Widerstand, insbesondere durch SPD und Grüne, die gegen den offenen Brief stimmten. 
Bei der Landtagswahl in Brandenburg 2024 wurde er für das Bündnis Sahra Wagenknecht über den 12. Listenplatz der Landesliste in den Landtag gewählt.